# Одельск
Одельск (бел. Адэльск) — агрогородок в Гродненском районе Гродненской области Белоруссии. Административный центр Одельского сельсовета.

## Этимология
Название происходит от небольшой реки Одлы, притока Свислочи. Известна со времен Великого князя Казимира Ягеллончика (1440-1492) как местечко на старом торговом пути из Гродно через Крынки, Нарев, Орлю на Брест.

## Геральдика
Герб агрогородка Одельск учреждён Указом Президента Республики Беларусь от 24 июля 2014 года № 373.

## История
Впервые упоминается как местечко в XV веке. В 1490 году был построен первый костёл. В XVIII веке в Одельске была построена деревянная синагога. В первой половине XVIII века построен деревянный храм Вознесения Девы Марии, сохранившийся до наших дней и являющийся главной достопримечательностью посёлка.
С 1795 по 1807 годы Одельск входил в состав Пруссии, с подписанием Тильзитского мира отошёл к Российской империи, где получил права заштатного города Сокольского уезда Белостокской области, Гродненской губернии. По данным переписи 1897 года в городе проживало 1462 чел. Из них белорусы — 83 %; евреи — 16 %.
Во время Первой мировой войны Одельск был одним из первых городов, оккупированных немецкими войсками. В районе Одельска дислоцировались немецкие войска 12-й армии.
С 1920 по 1939 год Одельск входил в состав Польши. 13 июня 1933 года он утратил статус города и стал деревней.
С началом Второй мировой войны, начавшаяся 1 сентября 1939 года, более 20 резервистов и призывников из Одельска попали на польско-немецкий фронт. Некоторое количество жителей сражались в рядах дивизии имени Тадеуша Костюшко.
Освобождение от немецкой оккупации произошло в июле 1944 г. Многие деревни, входившие в состав одельского уезда, оказались на белорусской стороне границы: Уснарц, Номики, Зубжица, Войновцы, а также многие населенные пункты Сокольского уезда. Позже государственная граница должна была пройти по линии Керзона, в 2 км восточнее Одельска, недалеко от села Плебановцы. По местному мнению, Одельск должен был оказаться на польской стороне, однако в Одельске находилось укреплённое здание гмины, в котором остановился штаб пограничных войск, это обстоятельство решило, что Одельск останется в СССР.

## Хронология
1490 год — Первое письменное упоминание об Одельске. Польский король Казимир IV Ягеллончик выделил средства на возведение церкви в Одельске, в честь Успения Пресвятой Богородицы.
1546 год, 12 июня — выдана привилегия королевы Боны Сфорца (1518—1557) для Одельска, с тех пор Одельск получил городские права. В документе Здесь упомянуты предыдущие документы, полученные от короля Казимира. Привилегия выставлена в Кракове для Войта города Одельск Василия Симоновича и мещанина Якова Паулюсовича.
1588 год — король Сигизмунд III Ваза присоединяет одельский приход к владениям викариев Виленского собора.
1637 год — В Одельске родился Евстафий Станислав Котович, сын Иоанна рода Корчака, который впоследствии стал епископом Смоленским, с 1688 г. его брат Александр был также епископом Виленским. В Одельске семья Котовичей не жила, а жили при Одельском дворе близ местечка.
1657 год — В Одельске состоялась встреча подскарбия Иоанна Антония Храповицкого, автора "Дария" с епископом Александром Ходкевичем и воеводой Мстиславским Друцким-Горским и охотником литовским Исайковским.
1679—1680 гг. — Проведена "генеральная ревизия", согласно которой город имел 5 улиц и 160 домов, в этом числе 4 Государственных, 2 придворных и 1 церковный. В город входило 65 дворов земли. Помимо 160 домов, насчитывалось 65 городских площадей. В то время Одельск насчитывал 803 жителей. Там было 11 ремесленников, кузнец, портной, 3 сапожника, 2 плотника, Бондарь. В городе проживало 3 солдата из Татарского полка полковника Барановского, которые были на службе у прусского короля.
1758 год — Постройка синагоги в Одельске.
1792 год — привилегия короля Станислава Августа Понятовского (1764—1795), выпущенная в Варшаве, где упоминается герб Одельска с подобием святого Антония Падуанского.
1795 год — Третий раздел земель Речи Посполитой, Одельск оказался в пределах Пруссии.
1807 год — Одельск включен в состав Российской империи, Белостокской области.
1828 год — Одельск насчитывал 1828 жителей в 282 домах, одну церковь. Жители занимались сельским хозяйством.
1863—1864 гг. — Жители Одельска активно участвовали в Январском восстании.
1865 год — в Одельске проживало 1327 человек, из которых горожан и ремесленников было 1248 человек, 201 деревянное здание, 6 постоялых домов, церковь — католиков 841, 482 исповедующих религию моисея (евреи), 2 еврейские школы.
1875 год, 27 февраля – был изменён герб Одельска: на Золотом Поле две скрещенные косы, по бокам два колоска красного цвета
1878 год — в городе Одельске насчитывалось 258 домов, 1346 жителей: 657 мужчин и 689 женщин. Православных 6 человек, католиков 1242, исповеданий Моисеева — 98. Никакой промышленности не было, не было и торговцев.
1879 год, 18 января — в городе введено упрощённое правление. Правом на выборы в горсовет обладала немногочисленная часть населения.
1882 год — в Одельске 680 человек, из которых 5 православных, 620 католиков, 55 исповедующих религию Моисея и 698 женщин, из них 9 православных, 635 католичек и 54 еврейского вероисповедания.
1886 год — в Одельске проживало 1346 человек (1242 католика, 98 еврейской конфессии, 6 православных).
1895 год — доход город приносил 225 рублей, расходы составляли 220 рублей, включая городское управление 170 рублей. В связи с этим возникла поговорка: «Лад, как в Одельске».
1897 год — по данным переписи населения в городе проживало 1462 человека. Из них белорусов — 83 %, евреев — 16 %.
1898 год — колокольня и церковь внутри обита досками. Примерно в то же время в Одельске была основана приходская школа.
1900 год — настоятелем в Одельске стал ксендз Юзеф Станкевич.
1906 год — в Одельске проживало 1723 человека: 877 женщин и 846 мужчин; горожан 823 женщины и 794 мужчины; государственных людей: 7 женщин и 9 мужчин; резервистов: 43 женщины (военных жен), 40 мужчин.
1908 год — в Одельске проживало 1418 жителей: 747 женщин и 671 мужчина; горожане 671 женщина и 603 мужчины; государственных людей: 6 женщин и 5 мужчин; резервистов: 15 женщин, 10 мужчин; детей военнослужащих: 55 девочек и 50 мальчиков.
Городовой — Иван сын Яна Ленартовича.
Состав городского Совета, избранных на период 1904—1908: Локиц, Бурдовски, Былец, Звежевич, Ленартович, Кондрусевич, Шантило, Райский, Яцевич, Гравилат, Гарницкий.
Кандидаты: Локич, Голембевский, Новицкий.
Сиротский cуд: Антоний сын Яна Ленартовича (председатель), Степан сын Анджея Ланькевича.
Руководитель приходской школы при церкви в Одельске: ксёндз Игнатий Эйнер.
1921 год — Одельск принадлежал Польше, находился в Сокольском повете, Белостокском воеводстве. В межвоенный период Одельск — небольшой городок, насчитывающий ок. 300 домов, 12 магазинов, кроме того, были молочная переработка, прядильный завод, дизельная мельница, ветряные мельницы, винокурня.
1934 год — Одельск лишился городского статуса.
1939 год — Одельск вошел в состав СССР, позже включён в БССР. Город стал центром гмины. Открылась вечерняя школа для взрослых. Расстояние до ближайшей железнодорожной станции — 35 км. Налажено автобусное сообщение.
1940 год — Одельск вошел в состав Гродненского района.
1940 год, 8 мая — большой пожар. Сгорела школа и ок. 20 домов. Началось строительство новой школы. Перед войной также началось строительство мощеной дороги в Соколку.
1941 год — В Одельск вошли немецкие войска. Оккупанты снесли недостроенную школу, из которой построили клуб и свинарник. Остались остатки фундамента возле клуба. 5 человек из Одельска ушли на фронт, 1 человек погиб во время бомбежек. Было сожжено более 100 домов, погибло ок. 50 жителей, в основном евреи.
1944 год — Освобождение Одельска. Открытие школы, обучение велось на польском до 1946 г..
1944—1947 гг. — Были созданы первые партийные и комсомольские организации, членами их стали пограничники.
1946 год — в школе стали учить детей русскому языку. Первым директором школы стала Ольга Микалова. Школа находилась в деревянном доме возле магазина.
1949 год — В Одельске было создано производственное хозяйство "Савецкі Пагранічнік".
1956 год — массовая коллективизация. Производственное хозяйство "Савецкі Пагранічнік" специализируется на молочных продуктах и скотоводстве. Занимает площадь 72,2 км2. Машинное оборудование: 91 трактор, 33 комбайна, 61 машина, 3 полевые бригады, 7 животноводческих ферм.
1957 год — первые выпускники 10-го класса школы. Был создан школьный сад, скверик, установлен бюст Ленина. В школе работает малярный кружок. Учителя и ученики проводят концерты, чтения, борются с пьянством, помогают пограничникам охранять границу. Была создана организация пионеров. Первопроходцы: Мария Звежевич (Шибаева), Евгения Пеленец (Башко), Антоний Голембевский, Анна Корженевская, Болеслав Скромблевич, Вацлав Салама, Александр Будревич.
1963 год — Электрификация населенных пунктов и радиофонизация.
1993 год — Хозяйство «Савецкі Пагранічнік» изменил название на «Пагранічны».
2003 год — Увеличение сельсовета Одельск, к нему присоединились 6 деревень. Председателем сельсовета стал Станислав Зенонович Кишкель.
2004 год — Была закрыта начальная школа в Стародубовой, детей перевели в одельскую школу. В одельской школе было 160 учеников. Возведены дома на новой улице, где проживают молодые супружеские пары: механизаторы, доярки и трактористы.
2005 год — Одельск включен в программу так называемого сельского поселения. Возведено 6—7 коттеджей, проложен асфальт, капитальный ремонт водопровода. Кроме автобуса, в Одельск из Гродно налажено движение 4 микроавтобусов.
2007 год — В Одельск проводят природный газ. Начался капитальный ремонт детского сада. Среднюю школу переименовали в детский сад-школу в Одельске.
2008 год — Oдельск получил статус «агрогородок». Благодаря новой программе в Одельске строятся новые жилые дома, создается сауна, начинает свою работу водонапорная башня. В центре прокладывают тротуары, строятся заборы. Проведён ремонт продуктового магазина, почты, строится дом для приемов и свадеб, банкетов, создается промышленный магазин. Начался ремонт Дома культуры. Библиотека получила новые компьютеры и интернет. Библиотека насчитывает 480 читателей, 170 из которых — дети и подростки. Работает Центр культуры и народного творчества. Настоятелем был отец Валерий Быковский, при помощи которого был создан бронзовый памятник святому Антонию Падуанскому, покровителю города.
2010 год, 13 июня — Одельск отмечает 520-летие. В центре города был установлен памятник святому Антонию Падуанскому. О. Иосиф Макарчик написал книгу: "Одельск 1490-2010".
2014 год, 24 июля — Указом Президента Республики Беларусь утверждён герб Одельска с подобием святого Антония Падуанского.
В 2023 году постановлением Министерства культуры Республики Беларусь от 30 мая 2023 года № 80 статус нематериальной историко-культурной ценности присвоен элементу «Культура белорусской дуды на Гродненщине» в аг. Одельск.

## Население

### Демография
- XVIII век: 1800 год — около 500 чел..
- XIX век: 1828 год — 1816 чел., из них 1578 католиков, 16 протестантов, 10 православных и 212 иудеев; 1865 год — 1327 чел., из них по вере: 841 католик и 482 иудеи, по состоянию: 1248 мещан и цеховых; 1878 год — 1346 чел. (657 муж. и 689 жан.), из них 1242 католики, 6 православных, 96 иудеев; 1886 год — 1346 чел., из них 1242 католиков, 6 православных, 98 иудеев; 1897 год — 1462 чел.
- XX век: 1916 год — 1742 чел., преимущественно белорусы-католики; 1921 год — 1333 чел.; 1969 год — 891 чел.; 1990 год — 761 чел.; 1994 год — 837 чел.; 1999 год — 755 чел.
- XXI век: 2010 год — 661 чел.

## Инфраструктура
Работают средняя школа, фельдшерско-акушерский пункт, библиотека, клуб.

## Культура
- Дом культуры
- Музей народного мастера Беларуси Марьяна Скромблевича
- Музей этнографии и быта "Народная скарбніца"
- Центр культуры и народного творчества

В 2023 году постановлением Министерства культуры Республики Беларусь от 30 мая 2023 года № 80 статус нематериальной историко-культурной ценности присвоен элементу «Культура белорусской дуды на Гродненщине» в аг. Одельск —  Историко-культурная ценность Республики Беларусь, .

## Достопримечательности
- Костёл Успения Пресвятой Девы Марии —  Историко-культурная ценность Республики Беларусь, шифр 412Г000147
- Памятник Антонию Падуанскому (2010)
- Памятник неизвестному солдату
- Памятный камень в честь 525-летия Одельска (29 мая 2015)
- Старое католическое кладбище

### Утраченное наследие
- Синагога (XVIII в.)

## Известные личности
- Александр Котович (около 1622—1686) — религиозный и государственный деятель Великого Княжества Литовского.
- Астафий Котович (1637—1704) — религиозный и государственный деятель Великого Княжества Литовского.
- Тадеуш Кондрусевич (род. 1946) — католический архиепископ-митрополит Минско-Могилевский.
- Болеслав Антонович Скрамблевич (нар. 1945) — белорусский художник.
- Марьян Антонович Скромблевич (род. 1939) — белорусский музыкант, музыкальный педагог, мастер народных музыкальных инструментов[6].